# Bruck Lipót
Bruck Lipót (Pest, 1847. december 27. –  Budapest, 1907. december 8.) magyar orvos, szakíró.

## Élete
Bruck Baruch és Abeles Róza fia. Elemi és középiskoláit Pesten végezte. 1872-ben avatták orvosdoktorrá. Egy ideig segédorvosként dolgozott a Schwartzer-féle elmegyógyintézetben. Cikkei orvosi szaklapokban jelentek meg. Hasi hagymáz című műve pályadíjat nyert az egyetemen. 1883 és 1886 között az Oktató Házi Orvos című lapot szerkesztette.

## Művei
- Házi gyógytár közhasználatra (Budapest, 1885)